# Goetzsches Mausoleum

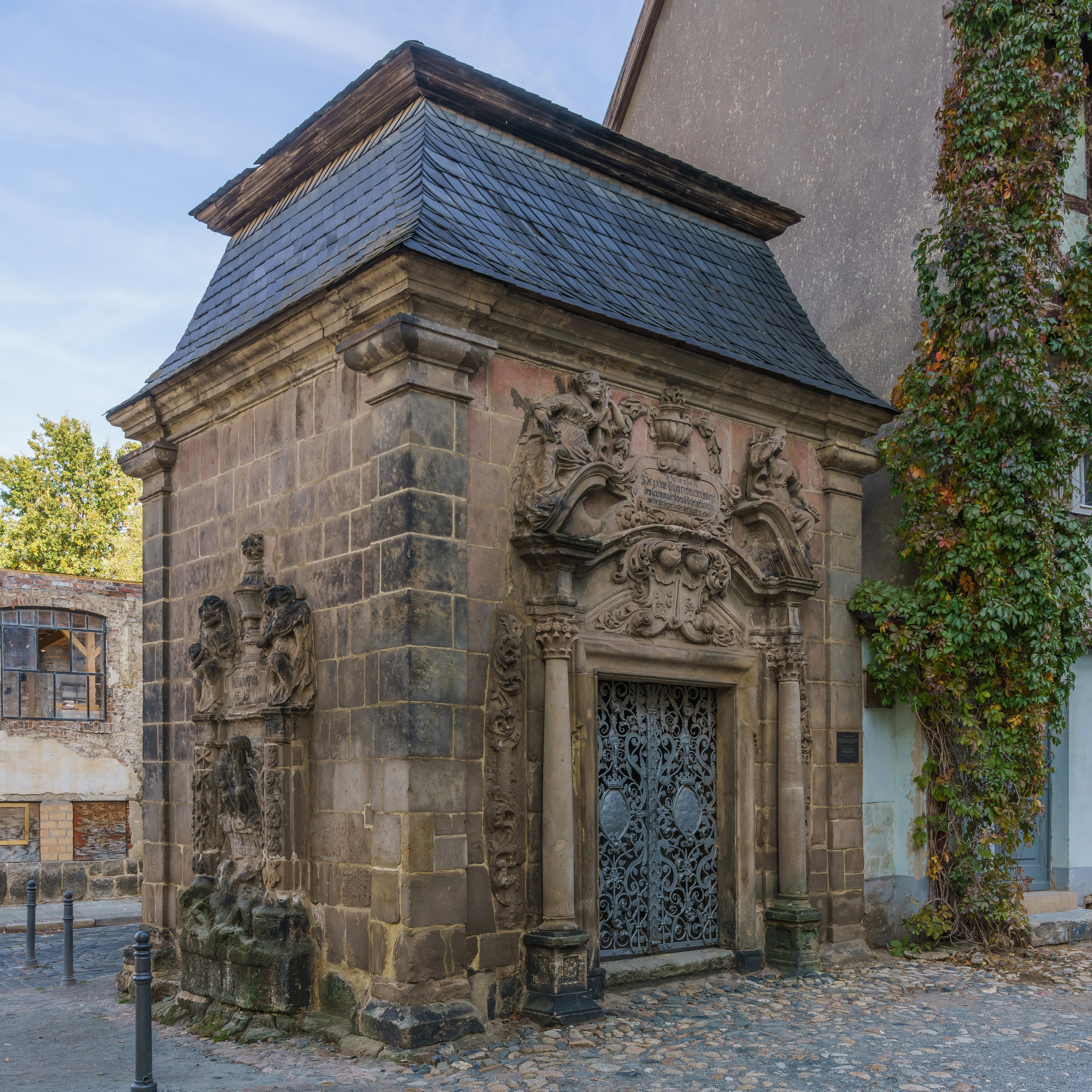
Goetzsches Mausoleum, West- und Südseite

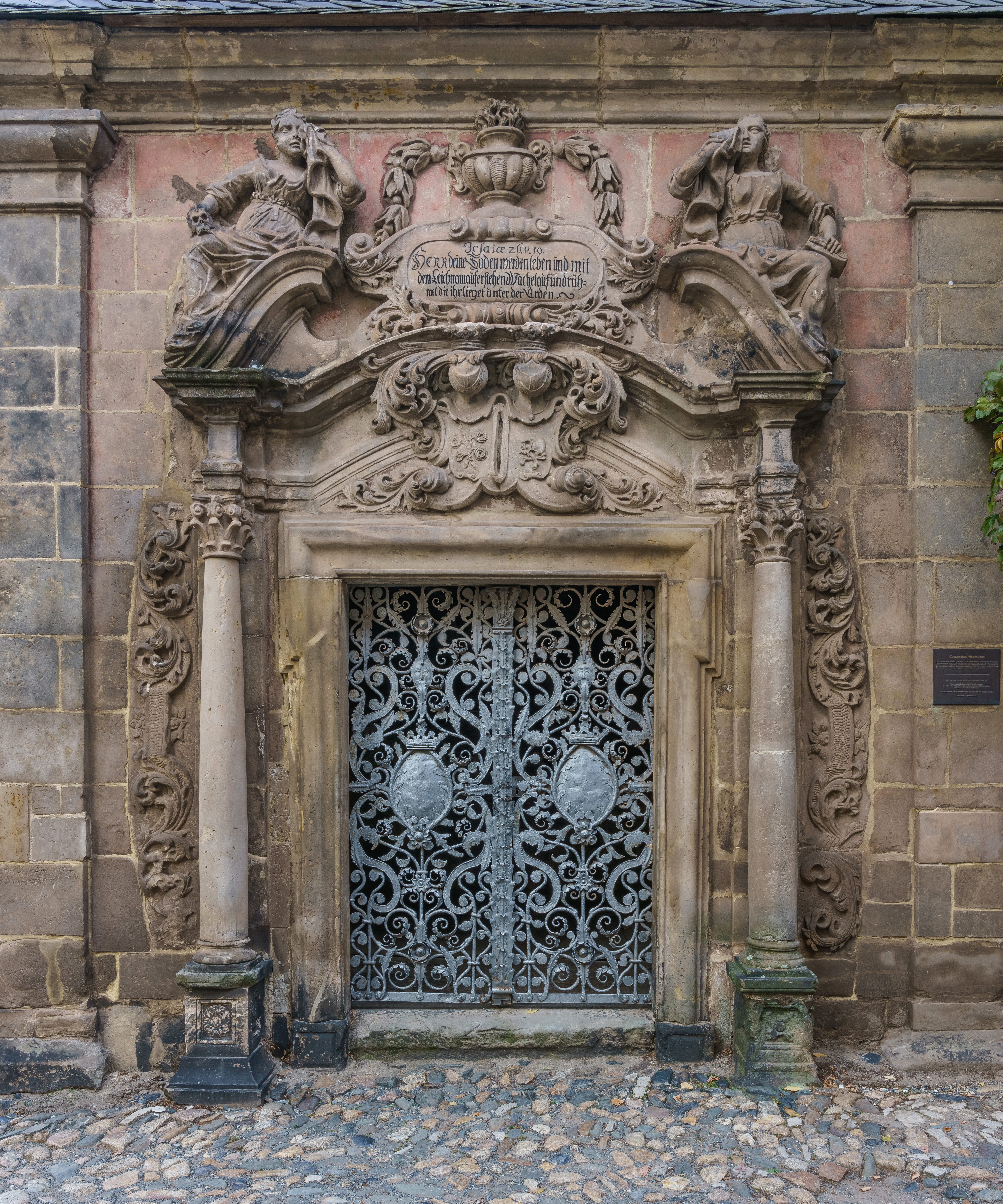
Südseite, Detail

Das Goetzsche Mausoleum, auch als Grufthaus Gebhardt oder Grufthaus Goetze bezeichnet, ist ein denkmalgeschütztes Mausoleum in der Altstadt der Stadt Quedlinburg in Sachsen-Anhalt.
Das Mausoleum befindet sich in der Straße Marktkirchhof nördlich der Sankt-Benedikti-Kirche.

## Geschichte

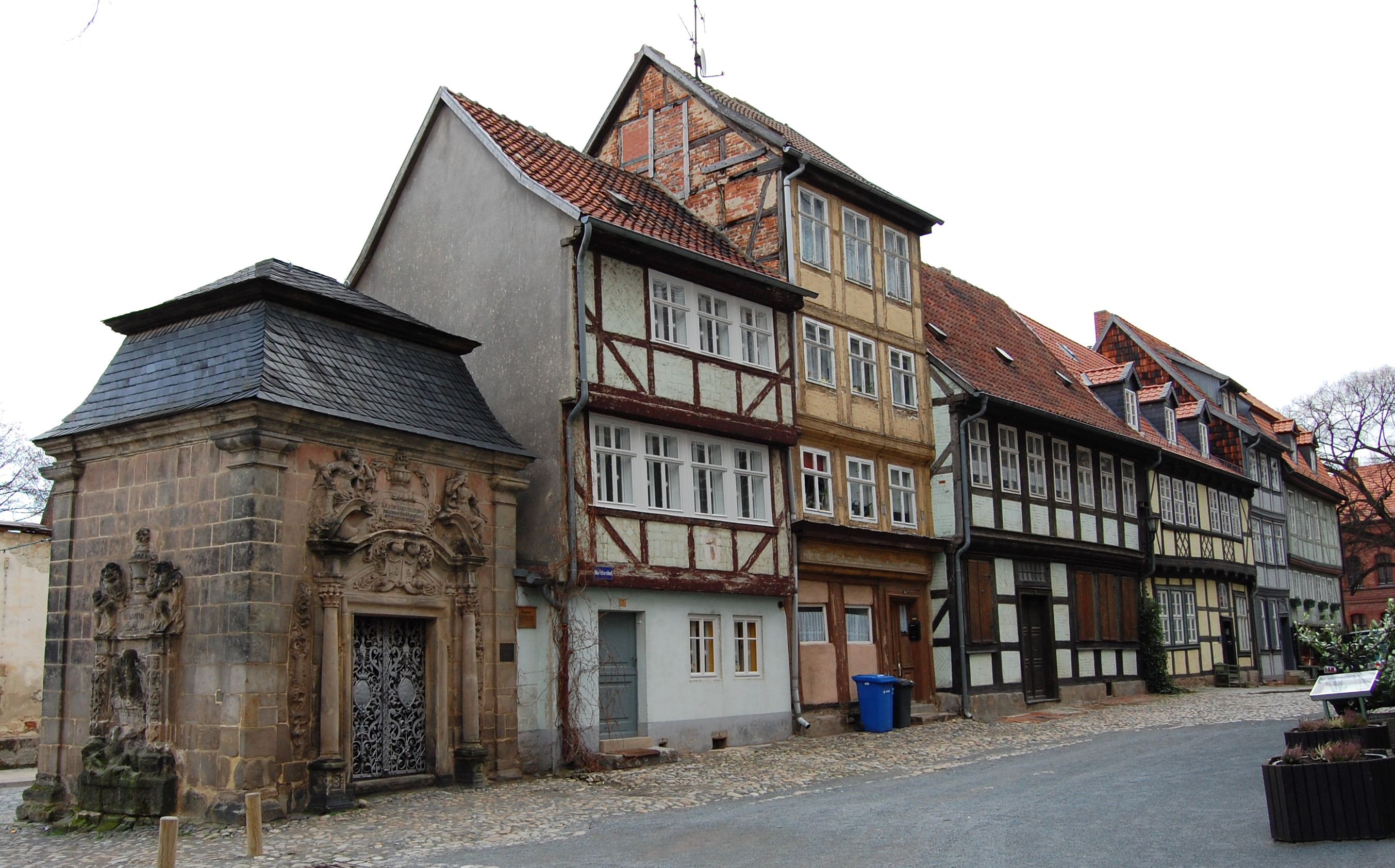
Mausoleum als westlicher Abschluss der Häuserzeile

Es wurde 1726 für den verstorbenen Kaufmann Christoph Gebhardt errichtet. Es befand sich an der nordwestlichen Begrenzung des Kirchhofs der Marktkirche, der in dieser Funktion jedoch nicht mehr besteht, so dass es sich heute in eine Gebäudezeile aus Wohnhäusern integriert. 1771 erfolgte eine Erneuerung des Mausoleums durch den Bürgermeister Johann Andreas Goetze, der das Mausoleum erwarb. 1811 wurde die Mauer, die bis dahin den Kirchhof umgeben hatte, abgerissen. Die weitere Belegung der innerstädtischen Friedhöfe war untersagt worden. Das Goetzsche Mausoleum blieb als einzige Grabanlage des ehemaligen Friedhofs erhalten.

## Architektur
Das repräsentative, massive Grabhaus ist im barocken Stil gebaut. Seine Ausgestaltung ist in der Nachfolge des Dresdner Frühbarocks zu sehen. Der Grundriss des aus Sandsteinquadern errichteten Gebäudes ist quadratisch. An den Ecken befinden sich Pilaster. Bedeckt ist es mit einem Mansardwalmdach. Sowohl an der Nord- als auch an der Südseite befindet sich ein von Säulen gefasstes Portal, wobei das Nördliche vermauert ist. Oberhalb der Türstürze sind Wappen darstellende Reliefs eingearbeitet, die mit wallendem Akanthuslaub verziert sind. Über einem geschweiften Architrav mit Volutengesims befinden sich zwei trauernde Frauenskulpturen. Sie umrahmen eine Inschriftenkartusche mit Urne. Bemerkenswert ist insbesondere ein kunstvoll gearbeitetes schmiedeeisernes Gitter, welches das südliche Portal verschließt.
An der Westseite befindet sich eine Ädikula. Sie enthält eine bereits deutlich verwitterte Gruppe von Figuren, die Kronos mitsamt Trauernden an einer Urne darstellt. Die Ostseite des Hauses grenzt unmittelbar an die Wohnbebauung an.
An der Südseite des Mausoleums befinden sich zwei Informationstafeln, die kurz die Geschichte des Bauwerks erläutern. Eine der Tafeln stammt aus dem Jahr 2000. Auf ihr wird darauf hingewiesen, dass die Sanierung des Gebäudes durch eine großzügige Spende eines Spenders ermöglicht wurde, dessen familiäre Wurzeln sich in Quedlinburg befanden.